# Dominikanerkloster Kulm

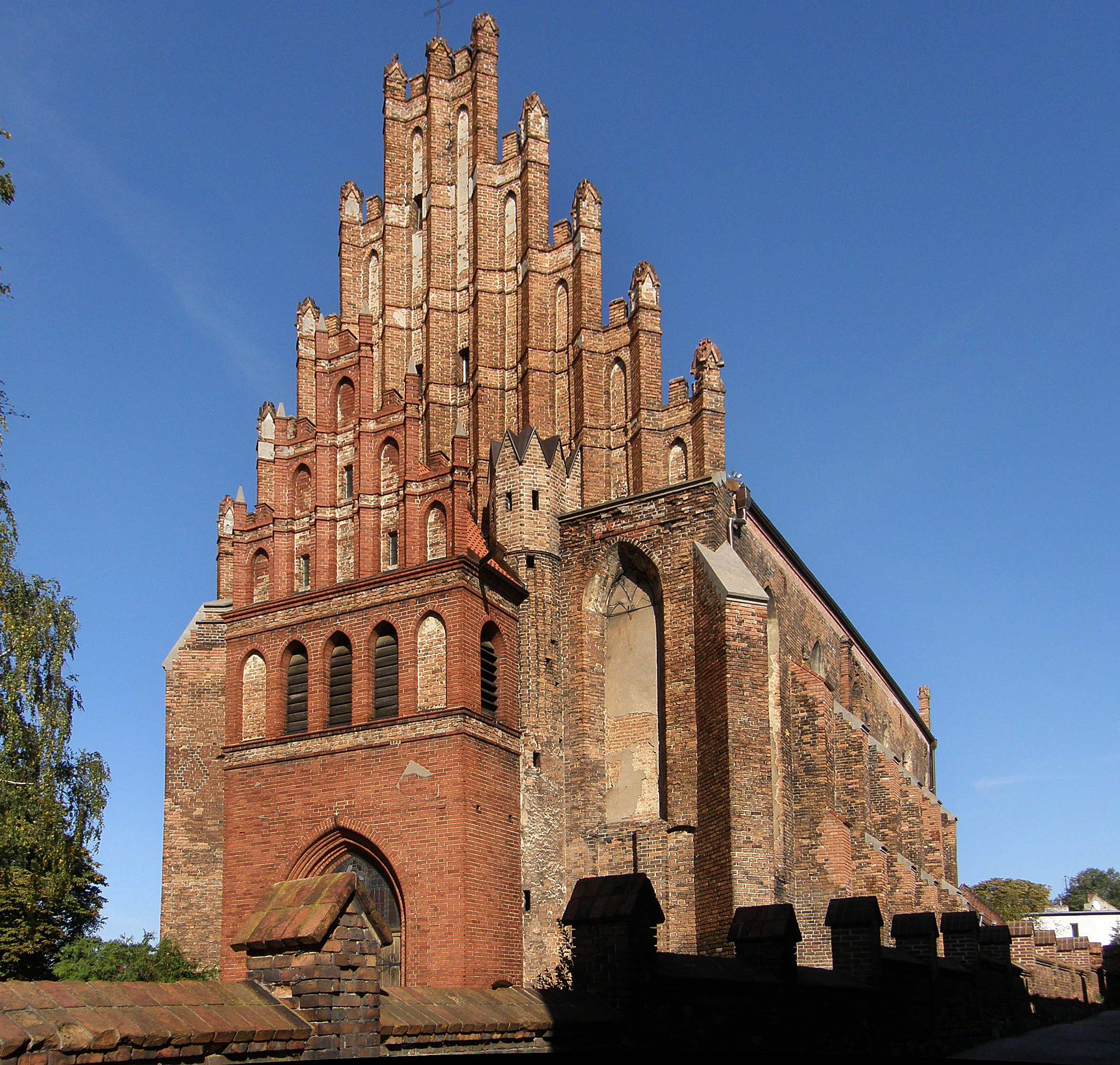
Klosterkirche

Das Dominikanerkloster Kulm war eine Niederlassung der Dominikaner in Kulm (heute Chełmno) in Preußen vom 13. bis zum 19. Jahrhundert.

## Lage
Das Kloster befand sich an der Kirche St. Peter und Paul im Nordosten der Altstadt an der Stadtmauer. Die Klostergebäude lagen nördlich der Kirche, der Klostergarten östlich. Heute ist nur noch die Kirche erhalten.

## Geschichte
Dominikaner kamen wahrscheinlich bald nach der Stadtrechtsverleihung 1233 nach Kulm. Der Ort war der Sitz des Deutschen Ordens im Kulmerland. Der Konvent wurde vielleicht um 1238 gegründet. Es war die zweite Gründung eines Dominikanerklosters im Gebiet des Deutschen Ordens (nach Danzig), die erste durch den Orden selbst.
Eine wichtige Rolle beim Aufbau des Konvents spielte wahrscheinlich Heidenreich, der seit 1238 Provinzial der Dominikaner in der Provinz Polonia war, und 1243 der erste Bischof des Bistums Kulm wurde. Dieser wurde 1263 im Kloster begraben. Ob Hyazinth, der Begründer der Dominikaner in Polen, ebenfalls an der Gründung beteiligt war, ist ungewiss.
Über die Entwicklung der folgenden Jahrhunderte sind nur wenige Informationen erhalten.
Seit 1466 gehörte die Stadt zu Polnisch-Preußen.
1720 wurden bei einem Stadtbrand auch Kirche und Klosteranlagen beschädigt.
Seit 1772 gehörte Kulm zum Königreich Preußen. 1829 wurde die Auflösung des Klosters beschlossen und im folgenden Jahr die Klostergebäude abgerissen.
Die Kirche St. Peter und Paul wurde 1841 einer evangelischen Gemeinde übergeben. Seit 1945 wird sie als katholische Pfarrkirche genutzt.